# Cocktail di gamberi
Il cocktail di gamberi o cocktail di gamberetti è un antipasto a base di gamberi o gamberetti in salsa rosa serviti all'interno di un bicchiere, da cui il nome cocktail. Piatto molto popolare negli Stati Uniti e nel Regno Unito tra gli anni '60 e la fine degli anni '80, in Italia il cocktail di gamberi è associato soprattutto a quest'ultimo decennio.

## Origini
Fonti attestano il consumo di frutti di mare accompagnati da salse di vario tipo fin dall'antichità. Piatti di questo tipo a base di ostriche e gamberi erano popolari negli Stati Uniti alla fine del XIX secolo e alcuni fanno risalire l'usanza di servirli in bicchieri da cocktail all'epoca del proibizionismo.
Nel Regno Unito, la creazione del cocktail di gamberi è spesso fatta risalire agli anni '60 ad opera della chef televisiva Fanny Cradock, anche se probabilmente la Cradock si limitò a rendere celebre la propria versione di un piatto fino ad allora sconosciuto oltremanica.